# Karl von Riedl
Karl Riedl, seit 1915 Ritter von Riedl, (* 9. Juni 1862 in Memmingen; † 20. November 1919 in München) war ein bayerischer Generalleutnant im Ersten Weltkrieg.

## Leben

### Familie
Er war der Sohn des Landgerichtsdirektors Andreas Riedl und dessen Ehefrau Aline, geborene Mayr. Riedl verheiratete sich am 20. Juni 1899 mit Emma Preusser. Aus der Ehe gingen drei Kinder hervor.

### Militärkarriere
Riedl trat aus dem Kadettenkorps kommend am 7. August 1880 als Portepeefähnrich in das 1. Infanterie-Regiment „König“ der Bayerischen Armee ein. Nach dem erfolgreichen Besuch der Kriegsschule München wurde er am 23. November 1882 zum Sekondeleutnant befördert und in das 8. Infanterie-Regiment versetzt. In den kommenden Jahren versah er Dienst in seinem Regiment und wurde ab 1. Oktober 1888 für drei Jahre an die Kriegsakademie kommandiert, die ihm die Qualifikation für die Höhere Adjutantur und das Lehrfach (Taktik) aussprach. Nach der Rückkehr zu seinem Regiment wurde Riedl am 21. November 1891 zum Premierleutnant befördert und im Jahr darauf als Adjutant zur 10. Infanterie-Brigade versetzt. In dieser Stellung am 7. November 1896 zum Hauptmann befördert, wurde Riedl am 5. November 1897 zum Kompaniechef im 4. Infanterie-Regiment „König Wilhelm von Württemberg“ ernannt. Unter Stellung à la suite dieses Regiments folgte am 17. Dezember 1899 seine Ernennung zum Adjutant der 5. Division in Würzburg. Nachdem Riedl am 8. März 1905 Major geworden war, erhielt er im Jahr darauf das Kommando über ein Bataillon im 16. Infanterie-Regiment „Großherzog Ferdinand von Toskana“ und wurde am 17. Oktober 1905 zum 23. Infanterie-Regiment „König Ferdinand der Bulgaren“ versetzt. Vom 5. Juni 1907 bis 22. April 1911 war er Kommandeur der Kriegsschule München und wurde zwischenzeitlich am 12. August 1908 zum Oberstleutnant und am 23. Oktober 1910 zum Oberst befördert. Als solcher anschließend zum Kommandeur des 5. Infanterie-Regiments „Großherzog Ernst Ludwig von Hessen“ in Bamberg ernannt, gab Riedl dieses Kommando am 27. März 1913 ab und erhielt einen Tag später seine Ernennung zum Kommandeur der 8. Infanterie-Brigade in der Festung Metz. In dieser Stellung folgte am 7. Januar 1914 seine Beförderung zum Generalmajor.
Mit Ausbruch des Ersten Weltkriegs machte seine Brigade am 2. August 1914 mobil und nahm bei der 6. Armee an der Schlacht in Lothringen teil. Daran schlossen sich weitere Kämpfe an der Westfront an. Am 21. August 1915 wurde Riedl wegen seiner „umsichtigen, klugen und mit großer Entschlossenheit durchgeführten Truppenführung in den Gefechten bei Étain, Warcq und Lanhéres“ mit Wirkung zum 24. August 1914 durch König Ludwig III. in den Militär-Max-Joseph-Orden aufgenommen. Mit der Verleihung des Ritterkreuzes war die Erhebung in den persönlichen Adelstand verbunden und er durfte sich nach der Eintragung in die Adelsmatrikel Ritter von Riedl nennen. Das Jahr 1915 war ansonsten von Stellungskämpfen bei Combres und im Wald von Lamorville sowie von Gefechten bei Les Eparges geprägt. Zum Jahresbeginn 1916 setzten sich die Stellungskämpfe auf den Maashöhen fort, denen sich die Kämpfe bei Saint-Mihiel anschlossen.
Am 24. Juli 1916 gab Riedl seine Brigade ab und wurde zum Kommandeur der in Stellungskämpfen in der Champagne liegenden 22. Reserve-Division ernannt. Im November 1916 kämpfte er mit seiner Division in der Schlacht an der Somme, bevor der Großverband auch hier wieder in den Stellungskrieg überging und Riedl das Kommando schließlich am 19. Dezember 1916 wieder abgab. Er wurde daraufhin am 22. Dezember 1916 zum Kommandeur der 39. Reserve-Division ernannt und am 17. Januar 1917 zum Generalleutnant befördert. Nach Stellungskämpfen im Oberelsass gab er auch diesen Großverband ab und wurde schließlich am 30. September 1917 zum Kommandeur der 6. Infanterie-Division ernannt. Er machte die Stellungskämpfe in Flandern und Artois und nahm ab 21. März 1918 an der Deutschen Frühjahrsoffensive teil. Nachdem die Offensive sich nach anfänglichen Erfolgen festgelaufen hatte und abgebrochen werden musste, trat seine Division wieder in den Stellungskrieg über. Während der Kämpfe vor Verdun erkrankte Riedl am 25. Mai 1918 schwer und musste abgelöst werden. Während des Krieges erhielt er daher kein weiteres Kommando mehr.
Nach Kriegsende wurde Riedl am 8. Mai 1919 zur Disposition gestellt und verstarb im gleichen Jahr. Er wurde im Familiengrab auf dem Südfriedhof in München beigesetzt.